# رینگواسای
رینگواسای (به لاتین: Ringvassøy) یک جزیره در نروژ است که در استان ترومس واقع شده‌است. رینگواسای ۱٬۰۵۱ متر بالاتر از سطح دریا واقع شده‌است.

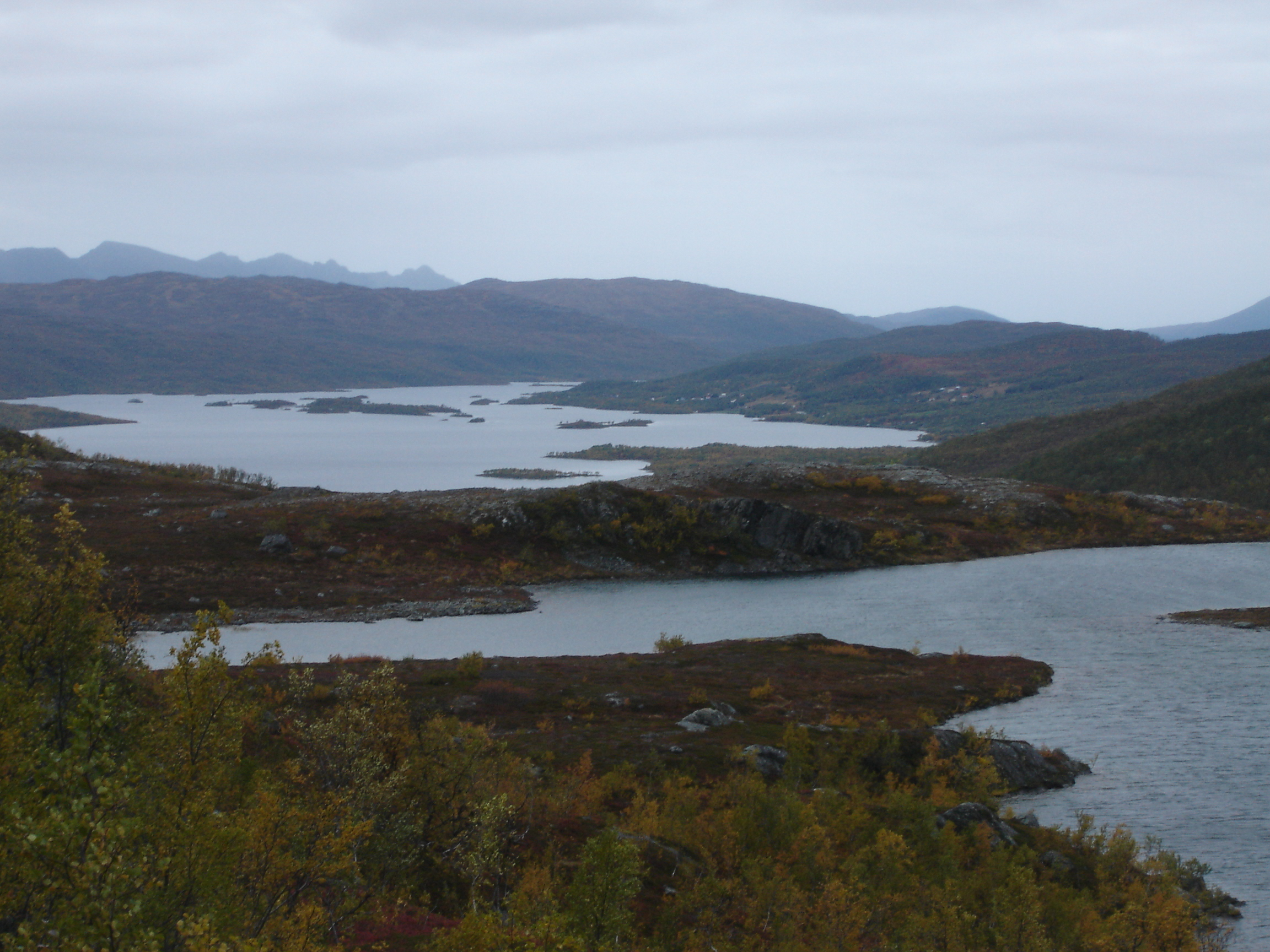
View of Skogsfjordvatn lake on Ringvassøya